# Thömus
Das Unternehmen Thömus AG (ehemals Velo Service Oberried, später Thömus Veloshop) ist ein Schweizer Fahrradhersteller von Mountainbikes, Rennrädern, Citybikes und E-Bikes mit Hauptsitz im Weiler Oberried südwestlich von Bern.

## Geschichte
Im Jahr 1991 gründete Thomas Binggeli im Alter von 17 Jahren die Thömus AG unter dem Namen «Velo Service Oberried» auf dem elterlichen Bauernhof und ergänzte diese 1994 mit den Importfirmen ProCycle und Cycle Craft Bikes. 1998 folgte mit der Lancierung der Eigenmarke «Thömus» der Schritt vom Fahrradhändler zum Fahrradentwickler. Ein Schritt der mit der Auszeichnung «Unternehmen des Jahres im Espace Mittelland» honoriert wurde.
Mittlerweile werden alle Produkte ausschliesslich firmenintern entwickelt und designt, gemeinsam mit Partnern produziert und in der eigenen Werkstatt im Custom-Konzept aufgebaut.
Weitere Meilensteine in der Geschichte des noch jungen Unternehmens waren die Lancierung des Customizing Konzepts «Made in Oberried» (1999), die Markteinführung der Carbon-Bike-Serie «Lightrider» (2005) und der Gewinn des Swiss Economic Awards «Jungunternehmen des Jahres» (2006).
Ein wichtiger Punkt in der Unternehmensgeschichte markierte 2009 der Markteintritt des eigens entwickelten E-Bikes Stromer, das zum ersten Speed-Pedelecs weiterentwickelt und mit einer Vielzahl an Preisen und Awards ausgezeichnet wurde. Die Unternehmen werden seit 2010 unabhängig voneinander geführt, wobei Binggeli in beiden Unternehmen stets als Verwaltungsratspräsident amtete.
Von 1997 bis 2018 verkaufte das Unternehmen unter dem Namen «Thömus Snowfarm» zudem Wintersportausrüstung und bot die entsprechenden Services an.

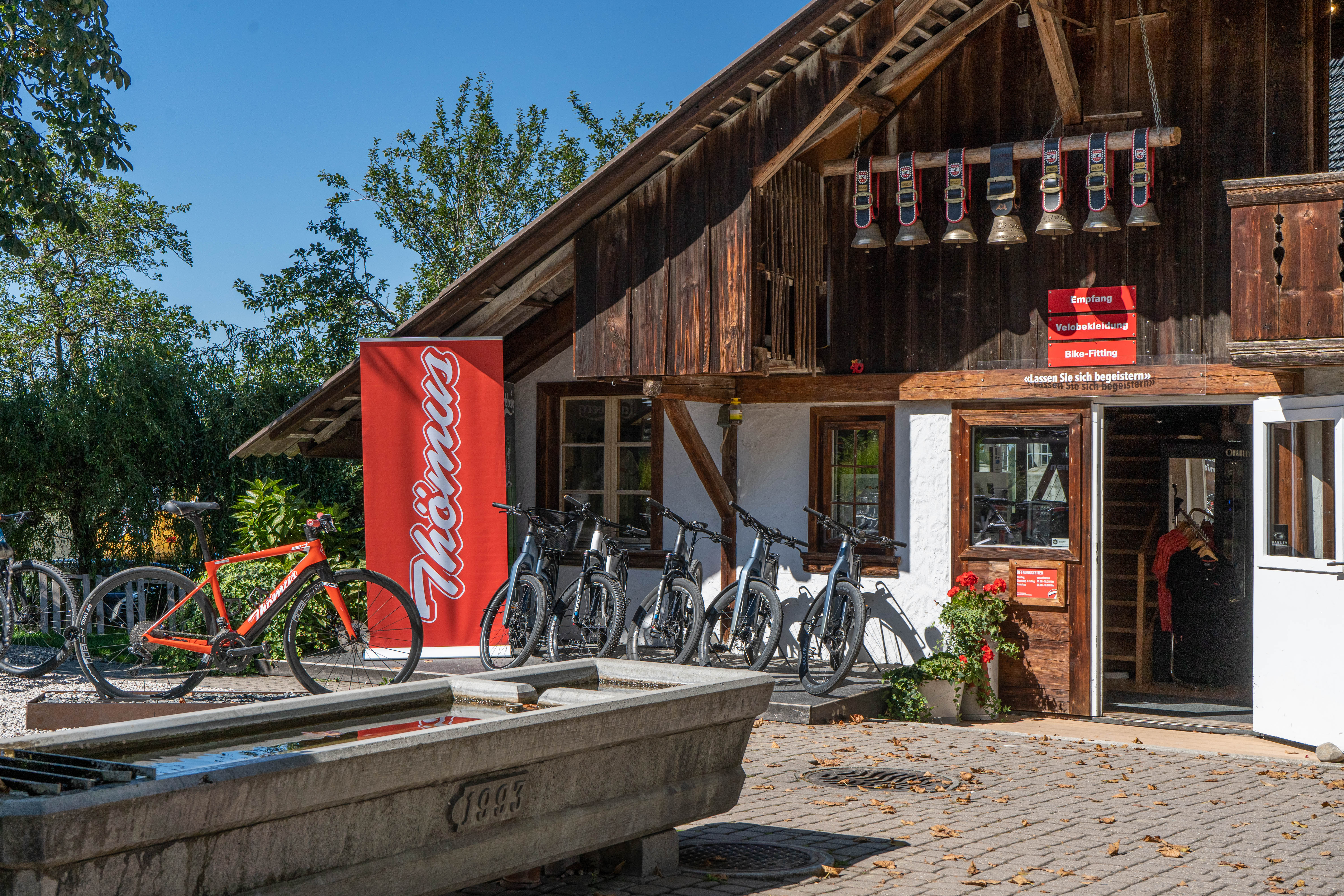
Der Hauptsitz von Thömus befindet sich weiterhin in den Räumlichkeiten des ehemaligen Bauernhofs, auf dem Gründer Thomas Binggeli aufgewachsen ist. Das Ofenhaus ist Teil davon.

Seit der Firmengründung sind alle Produkte der Thömus AG ausschliesslich im Direktvertrieb erhältlich.
Am 9. September 2024 wurde bekannt, dass Thömus zwölf Bike World-Filialen von Migros übernimmt. Dazu wurde die Bike World AG von SportX übernommen, welche inzwischen in Thömus Bike World AG umbenannt wurde. Nach einem Umbau sollen diese Filialen am 1. März 2025 unter dem neuen Namen wiedereröffnen. Im Oktober 2024 trat Thömus dem Branchenverband Velosuisse bei.

## Namensherkunft und Logo
Thomas Binggeli, Gründer des Unternehmens, wurde von Familie und Freunden «Thömu» gerufen, die Berner Kurzform für Thomas. Das Logo des Unternehmens besteht aus einem Schriftzug des Genitivs von Thömu und steht für den gekürzten Firmennamen von «Thömus Veloshop».

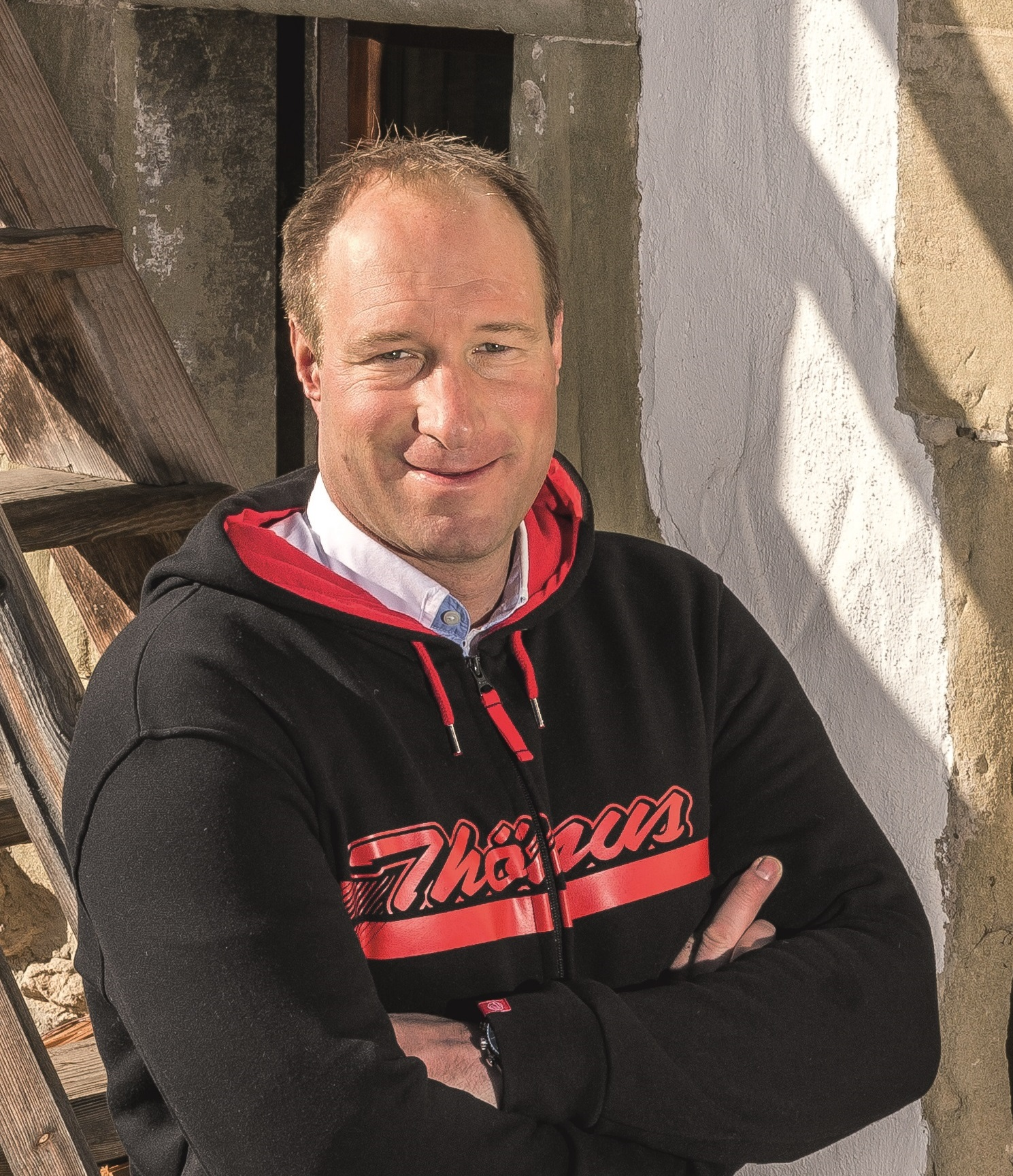
Firmengründer und Inhaber Thomas Binggeli

## Engagement
Neben kleineren und lokalen Engagements unterstützt das Unternehmen die Förderung des Radsports in der Schweiz. Teil des Engagements ist seit 2018 das Cross Country Profi-Team «Thömus maxon Swiss Mountain Bike Racing Team» rund um Teamchef und Weltmeister Ralph Näf, sowie das Team «Thömus Akros Young Stars» zur Förderung junger Mountainbike-Talente.
2019 wurde auf Initiierung von Binggeli hin in Oberried bei Bern der Swiss Bike Park eröffnet. Der rund 30’000 m2 umfassende Park bietet eine kostenlose Nutzung von Singletrails, Uphill Rampen, Drops, Jumplines, Trick Jumps ins Luftkissen, zwei Pumptracks und ein Velodrom.

### Erfolge im Radsport (Auszug)
2022
- 1. Rang Schweizermeisterschaft XCO (Mathias Flückiger)
- 1. Rang Schweizermeisterschaft XCO (Alessandra Keller)

2021
- 1. Rang Gesamtweltcup 2021 (Mathias Flückiger)
- 2. Rang Olympische Spiele Tokio 2020 (Mathias Flückiger)
- 2. Rang Weltmeisterschaften XCO (Mathias Flückiger)
- 1. Rang Schweizermeisterschaft XCO (Mathias Flückiger)
- 1. Rang Schweizermeisterschaft U23 (Alexandre Balmer)
- 1. Rang Schweizermeisterschaft Junioren (Monique Halter)
- 1. Rang Weltcup Leogang XCO & XCC (Mathias Flückiger)

2020
- 1. Rang Schweizermeisterschaft XCM (Steffi Häberlin)
- 2. Rang Weltmeisterschaften E-Mountainbike (Kathrin Stirnemann)
- 2. Rang Weltmeisterschaften XCO Leogang (Mathias Flückiger)[13]
- 3. Rang Europameisterschaften XCO Monte Tamaro (Mathias Flückiger)
- 2. Rang Europameisterschaften XCO U23 Monte Tamaro (Vital Albin)

2019
- 2. Rang Weltmeisterschaft Mont Saint Anne (Mathias Flückiger)
- 3. Rang Weltmeisterschaft U23 (Vital Albin)
- 1. Rang Weltcup Albstadt (Mathias Flückiger)
- 2. Rang Weltcup Vallnord (Mathias Flückiger)
- 2. Rang Weltcup Val di Sole (Mathias Flückiger)

2018
- 1. Rang Weltmeisterschaften XCO Lenzerheide U23 (Alessandra Keller)
- 1. Rang Weltcup Mont Saint Anne (Mathias Flückiger)
- 5. Rang Weltcup XCT (Kathrin Stirnemann)
- 6. Rang Weltmeisterschaft U23 (Vital Albin)

## Produkte (Auszug)

### Mountainbike Modelle
- Lightrider Worldcup: Cross Country / Race Fully
- Tomcat Worldcup: Cross Country / Race Hardtail
- Tomcat Alu: Basisversion mit Alurahmen
- Oberrider: Enduro
- Farmair: Pumptrack- und Dirtbike

### Rennrad Modelle
- Sliker Pro Ultimate
- Sliker X Ultimate (Gravelbike)

### City Modelle
- Sliker X Ultimate (Cityaufbau)

### Modelle mit E-Antrieb
- Lightrider E Ultimate: E-Mountainbike mit maxon BIKEDRIVE AIR Motor
- Lightrider E2: E-Mountainbike mit Shimano EP8 Motor[14]
- Sliker E1: Rennrad mit FAZUA E-Road-Motor
- Longrider E2: Citybike bis 25 km/h mit Shimano EP8 Motor

Thömus wurde mehrfach mit dem Design & Innovation Award für ihre Produkte ausgezeichnet.

## Sportler mit Ausrüstung der Marke Thömus (Auszug)
- Mathias Flückiger, Gesamtweltcupsieger XCO 2021, olympisches Silber Tokio 2020, Vizeweltmeister Cross Country 2019, 2020, 2021
- Alessandra Keller, Schweizermeisterin XCO 2022, XCO Weltcupsiegerin, U23 Weltmeisterin Cross Country 2018
- Ralph Näf, Teammanager Thömus RN Swiss Bike Team